# موشورین
موشورین (به صربی: Mošorin) یک منطقهٔ مسکونی در صربستان است که در Titel Municipality واقع شده‌است. موشورین ۴۱٫۳ کیلومتر مربع مساحت و ۲٬۵۶۹ نفر جمعیت دارد و ۱۱۱ متر بالاتر از سطح دریا واقع شده‌است.